# Du er hvad du spiser
Du er hvad du spiser er en dansk tv-serie på TV3, som omhandler overvægtige danskeres forsøg på at slanke sig.
I hver udsendelse forsøger kostvejleder Lene Hansson at sammensætte en kostplan beregnet på én eller flere personer fra samme husstand, der gerne skulle medvirke til et vægttab.
Man følger de medvirkende i en otte ugers periode. Serien havde premiere i 2004.
| Fjernsyn | Spire Denne artikel om et tv-program er en spire som bør udbygges. Du er velkommen til at hjælpe Wikipedia ved at udvide den. |